# Ляфон, Альбан
Альба́н Марк Ляфо́н (фр. Alban Marc Lafont; родился 23 января 1999, Уагадугу, Буркина-Фасо) — французский футболист, вратарь французского клуба «Нант». Игрок национальной молодёжной сборной.
В 2015 году, подписав свой первый профессиональный контракт с «Тулузой», стал самым молодым вратарём, когда-либо игравшим в чемпионате Франции. В общей сложности провёл более 100 матчей в составе «фиолетовых», впоследствии присоединившись к «Фиорентине» в 2018 году. В 2019 году французского футболиста на два года арендовал «Нант».
Ляфон представлял Францию на уровне многих юношеских сборных, а также принял участие в чемпионате мира 2017 года среди молодёжных команд (до 20 лет).

## Клубная карьера
Альбан начал свою карьеру в любительской команде «Латт», где сначала выступал в качестве атакующего полузащитника, впоследствии переквалифицировавшись во вратаря. В 2014 году, спустя шесть лет в «Латте», перебрался в академию «Тулузы».

### «Тулуза»

#### Сезон 2015/16
28 ноября 2015 года, спустя чуть больше года с момента присоединения к академии, был включён в основной состав взрослой команды на матч 15-го тура Лиги 1 против «Ниццы». Провёл на поле все 90 минут. «Тулуза» победила со счётом 2:0. Проведя этот матч в возрасте 16 лет и 310 дней, стал самым молодым вратарём в истории Лиги 1, когда либо участвовавшем в официальном матче, превзойдя предыдущий рекорд, установленный Микаэлем Ландро (17 лет и 142 дня).. Выиграв конкуренцию у других вратарей своего клуба — Али Аамады и Мауро Гойкоэчеа, стал основным голкипером «Тулузы». В своих первых двух матчах в данной роли Ляфону удалось сохранить свои ворота нетронутыми, однако в третьем матче, против «Лорьяна», «Тулузе» не удалось одержать победу, команда проиграла со счётом 3:2.  В январе 2016 года итальянское издание La Gazzetta dello Sport поместило Ляфона на 34 место в списке лучших игроков мира до 20 лет, примечательно, что в данном списке было всего два вратаря (другой — Джанлуиджи Доннарумма из «Милана»). В сезоне 2015/16 сыграл 24 матча в чемпионате, оставив свои ворота «сухими» 8 раз. 30 июня 2016 года продлил свой контракт с «Тулузой» до 2020 года.

#### Сезоны 2016/17 и 2017/18
В новом сезоне Ляфон остался первым выбором «фиолетовых» на вратарскую позицию, начав сезон с матча против марсельского «Олимпика», окончившегося со счётом 0:0. 22 октября стал «игроком матча» в ничейном поединке с «Анже». Эта игра стала четвёртым из десяти матчем Ляфона «на ноль» в этом сезоне. Предыдущие «сухие матчи» француз провёл против «Марселя», «Сент-Этьена» и действующего чемпиона — «Пари Сен-Жермен». Четыре дня спустя Ляфон дебютировал в кубке французской лиги, проведя ещё один матч без пропущенных мячей: Тулуза смогла обыграть клуб Лиги 2 «Осер» со счётом 1:0. 8 января 2017 года Ляфон впервые сыграл в кубке Франции, однако избежать поражения от «Марселя» не удалось, матч окончился со счётом 2:1 по итогам дополнительного времени. В сезоне 2016/17 Ляфон провёл 38 матчей во всех соревнованиях, 11 раз оставив свои ворота в неприкосновенности, «Тулуза» же завершила чемпионат на 13-й позиции.
В феврале 2018 года, продолжая регулярно выступать в составе «Тулузы», Ляфон был назван футбольной обсерваторией CIES вторым самым перспективным футболистом в мире в возрасте до 20 лет. Джанлуиджи Доннарумма стал первым в данном списке, в то время как соотечественник Ляфона и обладатель награды «Golden Boy» Килиан Мбаппе занял третье место. Свой 100-й матч за клуб Ляфон провёл 29 апреля 2018 года: «Тулузе» не удалось обыграть «Ренн» (1:2). По итогам сезона 2017/18 Ляфон провёл 39 матчей, из которых 12 — «на ноль».

### «Фиорентина»
2 июля 2018 года перешёл в итальянскую «Фиорентину» за 7 млн евро без учёта возможных бонусов. 26 августа состоялся дебют француза в новом клубе: «Фиорентина» смогла одержать разгромную победу над «Кьево» со счётом 6:1. В сезоне 2018/19 сыграл 34 матча в чемпионате.

#### Аренда в «Нант»
29 июня 2019 года, уступив место в основе флорентийской команды Бартломею Дронговскому, Ляфон вернулся во Францию, где арендовать игрока на два года вызвался «Нант», так как французскую команду покинул основной голкипер Чиприан Тэтарушану.

## Карьера в сборной
Ляфон представлял сборную Франции на различных уровнях юношеских команд. Вратарь провёл пять матчей за сборную Франции до 16 лет, впоследствии дебютировав и за сборную до 17 лет 20 октября 2015 года в матче против сборной Северной Ирландии, сохранив свои ворота «сухими». Однако после этого «Тулуза», клуб игрока на тот момент, вернула своего вратаря из состава сборной, так как у команды оставались последние игры в национальном чемпионате.
В сентябре 2016 года Ляфон был вызван в состав сборной Франции до 18 лет на турнир в Лиможе. Франция закончила данный турнир на вершине итоговой таблицы, выиграв два из трёх своих матчей, в оставшемся сыграв вничью. В следующем году Ляфон был впервые вызван в сборную до 20 лет, дебютировав за неё в матче против сборной Англии 25 марта. В мае 2017 года Ляфон был включён в состав своей команды на чемпионат мира среди молодёжных команд в Южной Корее. На протяжении всего турнира Ляфон чередовался с Полем Бернардони в качестве вратаря сборной Франции, однако французы закончили выступление на турнире уже в 1/8 финала, уступив сборной Италии.

## Личная жизнь
Альбан Ляфон родился в Уагадугу, столице Буркина-Фасо, отец — француз, мать — буркинийка Родители Альбана развелись, когда ему было девять лет, и Ляфон переехал во Францию, чтобы жить со своим отцом. Его мать осталась в Буркина-Фасо, где позже стала членом парламента от Народного движения за прогресс в Национальном собрании страны.
25 сентября 2016 года Ляфон стал самым молодым футболистом, которого когда-либо приглашали в качестве гостя на французскую футбольную программу Téléfoot.

## Статистика выступлений
| Клуб             | Сезон            | Лига | Лига | Кубки | Кубки | Еврокубки | Еврокубки | Прочие | Прочие | Всего | Всего |
| Клуб             | Сезон            | Игры | Голы | Игры  | Голы  | Игры      | Голы      | Игры   | Голы   | Игры  | Голы  |
| ---------------- | ---------------- | ---- | ---- | ----- | ----- | --------- | --------- | ------ | ------ | ----- | ----- |
| Тулуза           | 2015/16          | 24   | -27  | 0     | 0     | —         | —         | —      | —      | 24    | -27   |
| Тулуза           | 2016/17          | 36   | -41  | 2     | -2    | —         | —         | —      | —      | 38    | -43   |
| Тулуза           | 2017/18          | 38   | -54  | 4     | -6    | —         | —         | 2      | -2     | 44    | -62   |
| Тулуза           | Итого            | 98   | -122 | 6     | -8    | 0         | 0         | 2      | -2     | 106   | -132  |
| Фиорентина       | 2018/19          | 34   | -40  | 4     | -6    | —         | —         | —      | —      | 42    | -46   |
| Фиорентина       | Итого            | 34   | -40  | 4     | -6    | 0         | 0         | 0      | 0      | 42    | -46   |
| Нант             | 2019/20          | 27   | -29  | 2     | -4    | –         | –         | –      | –      | 29    | -33   |
| Нант             | Итого            | 27   | -29  | 2     | -4    | 0         | 0         | 0      | 0      | 29    | -33   |
| Всего за карьеру | Всего за карьеру | 155  | -191 | 12    | -18   | 0         | 0         | 2      | -2     | 169   | -211  |

1. ↑  Кубок Франции, Кубок французской лиги, Кубок Италии.
2. ↑  Лига чемпионов УЕФА, Кубок УЕФА.

## Достижения

### Командные
«Нант»
- Обладатель Кубка Франции: 2021/22

### Личные

#### Рекорды
- Самый молодой игрок вратарь, когда либо игравший в матче Лиги 1 (16 лет и 310 дней)[9]